# 視明輪
視明輪（英語：YM Witness）為現代重工為塞斯潘公司建造，由陽明海運承租的貨櫃船，全長368.08米（1,207英尺7英寸），寬51.06米（167英尺6英寸），吃水16.025米（52英尺6.9英寸），其容量為14080 TEU，註冊於香港，於2015年3月2日動工，2015年6月29日交付並投入服務。